# ستيفن نيل إيفانز
ستيفن نيل إيفانز (بالإنجليزية: Steven Neil Evans)‏ هو إحصائي أسترالي، ولد في 12 أغسطس 1960.